# 木曽漆器

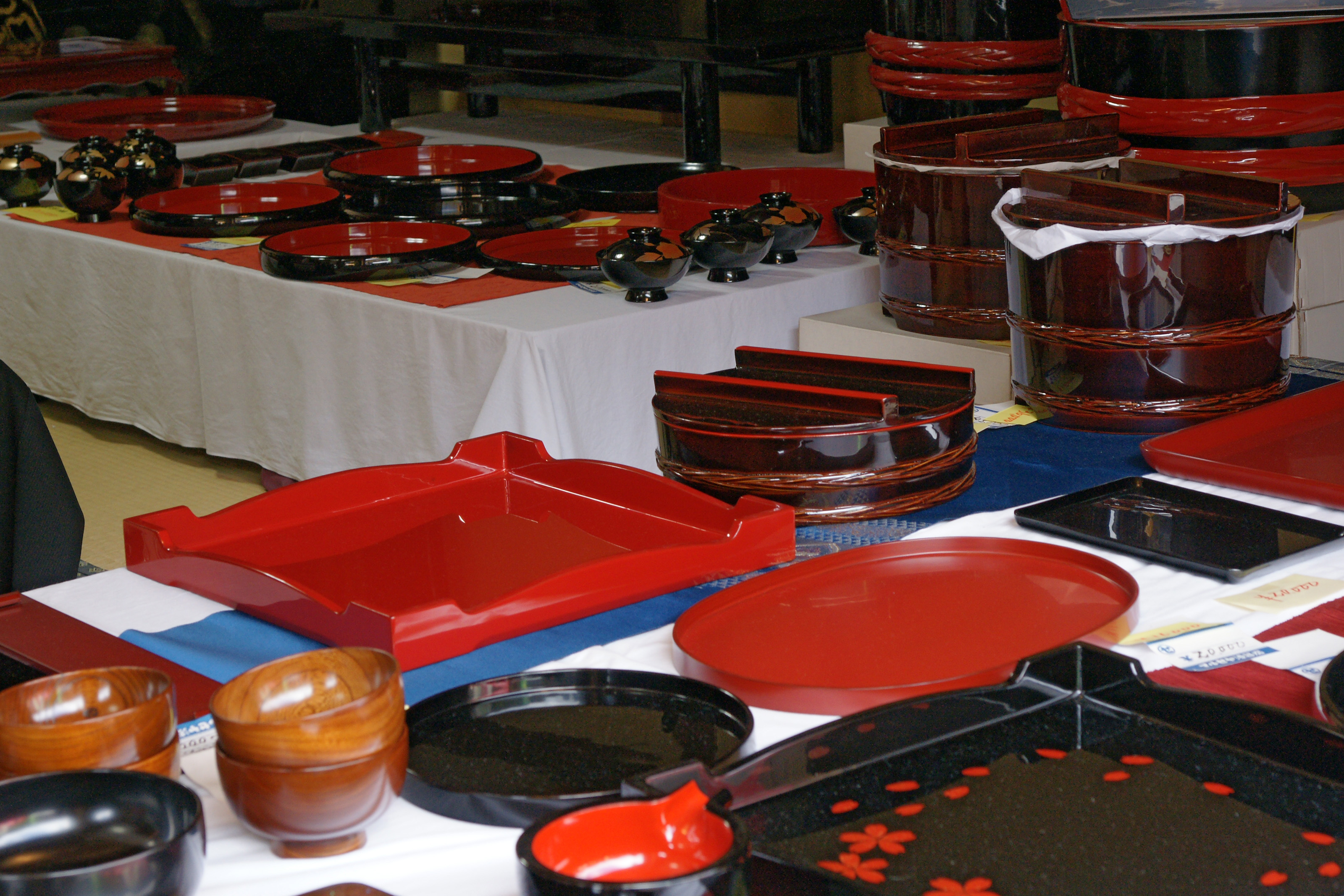
木曽漆器

木曽漆器（きそしっき）は、長野県塩尻市木曽平沢（旧木曽郡楢川村平沢）とその周辺で製造される漆器。流れをくむものとして八沢漆器と呼ぶものもある。
1975年（昭和50年）2月17日に経済産業省（当時の通商産業省）の伝統的工芸品に指定された。中心的産地である木曽平沢は、2006年（平成18年）に国の重要伝統的建造物群保存地区として選定されており、毎年6月に木曽漆器祭が開催されている。
堅地塗り、堅地漆器ともいい、丈夫で美しいのが特徴で、主な製品には座卓、盆、膳、重箱、鉢、椀、箸などがある。

## 歴史
最も古い伝承としては、室町時代初期の1394年（応永元年）、富田（現在の長野県木曽郡木曽町福島八沢）の塗師・加藤喜左衛門が富田山籠源寺に納めたという経箱の漆器で、これにより木曽福島が発祥だとする説がある。
また、承応年間（1652年-1655年）には、木曽平沢にすでに漆器業者が10数戸あり、当時の領主・山村甚兵衛が、諏訪明神の建築を名目に檜目手形を発行し、檜材を伐採して漆器の素地用にあてたという。
江戸時代中期の元禄年間、中山道が京都から江戸の交通の要路となり、毎日多く往来する旅人が土産物として買い求めるようになって、木曽漆器が世に知られるようになった。
原材料となる木材は自由伐採であったものが、1708年（宝永5年）5月以降「五木伐採停止の令」が出て、存続の危機となった。しかし、当時の代官であった山村家の庇護で、漆器業者へは尾張藩の「檜物手形」を下付され、漆器の木地のための白木6,000駄（1,300トン）の無代伐採が認められた。
元禄の頃には、板物の実用品として人気を博し、寛政に入ると京都、大阪、江戸に「木曽物取次受売店」ができていた。職人達は、技術の上達を図るため、当時技術が高いと言われた輪島へ技法の修得に赴いたこともあった。
明治の初め、現在の奈良井駅付近の山間から鉄分を含有した「錆土（さびつち）」という漆との混和に優れた粘土が発見され、堅牢な製品が誕生した。また、手塚定太郎、巣山庄兵衛らの指導者が出て、合理的な木取り法で知られる宋和膳が全国的に売れた。
大正前期までには漆器学校も存在していた。
1960年代（昭和40年代）の高度成長期、日本全国の家庭の必需品として、座卓、棚物など漆の家具が飛躍的な伸びを示し、木曽漆器の約70パーセントを占めるようになる。
また、1970年代（昭和50年代）に国鉄の観光キャンペーン「ディスカバー・ジャパン」が始まると、旅館、民宿などに座卓が飛ぶように売れ、それらのほとんどが木曽産のものだったという。

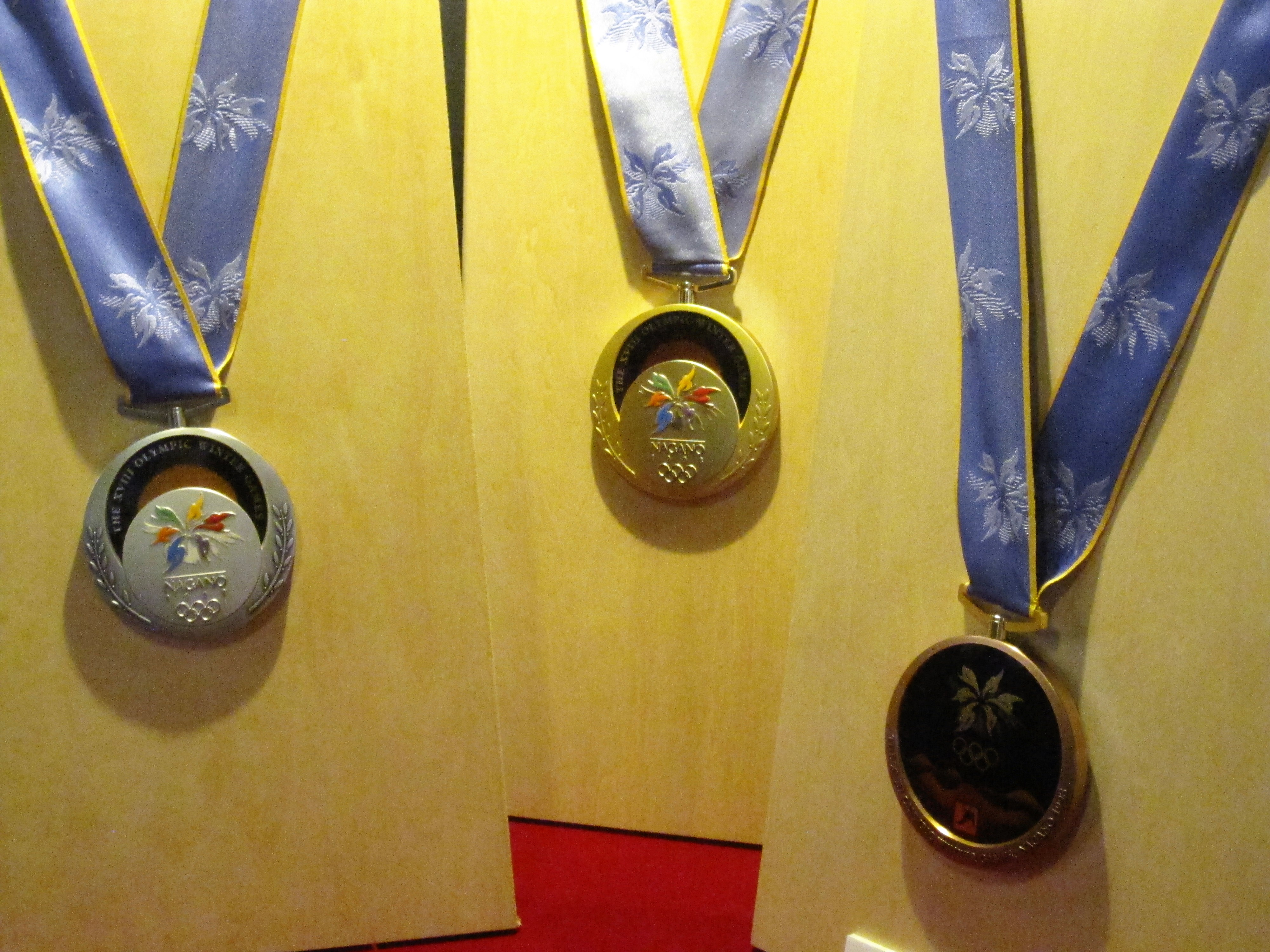
長野オリンピックのメダル。木曽漆器とセイコーエプソンの精密金属加工技術で製作された。造幣さいたま博物館
にて展示。

1990年代、生活スタイルの変化により需要が低迷して漆器産業も衰退してきたが、漆器職人達の動きによって、木曽平沢地区に「木曽漆器館」や「木曽くらしの工芸館（木曽地域地場産業振興センター）」が設置され、展示、体験を行うなどして、木曽漆器の振興に努める。
塩尻市楢川地区（旧楢川村）の小学校では、1999年（平成11年）に2つの小学校の給食で使う食器を全て木曽漆器にし、現在は同地区の中学校でも使用されている。
2006年（平成18年）7月5日には、木曽平沢地区が国の重要伝統的建造物群保存地区として選定された。
また、2012年（平成24年）10月、塩尻市市民交流センターえんぱーくで木曽漆器をテーマにした「第22回ジャパン≪漆≫サミット」が開催され、市立図書館で関連展示が行われた。

## 技法・製造工程
代表的な技法に、木曽春慶（きそしゅんけい）、木曽堆朱（きそついしゅ）、塗り分け呂色塗（ぬりわけろいろぬり）がある。
材料は、漆は天然漆、木地には檜、桂、栃等が用いられる。
漆塗りは極端にホコリを嫌うため、窓が小さくホコリが入りにくい蔵の中で作業が行われた。また、厚い土壁は温度と湿度を一定に保てるため、温度差の激しい山間部での作業には適していた。

### 木曽春慶

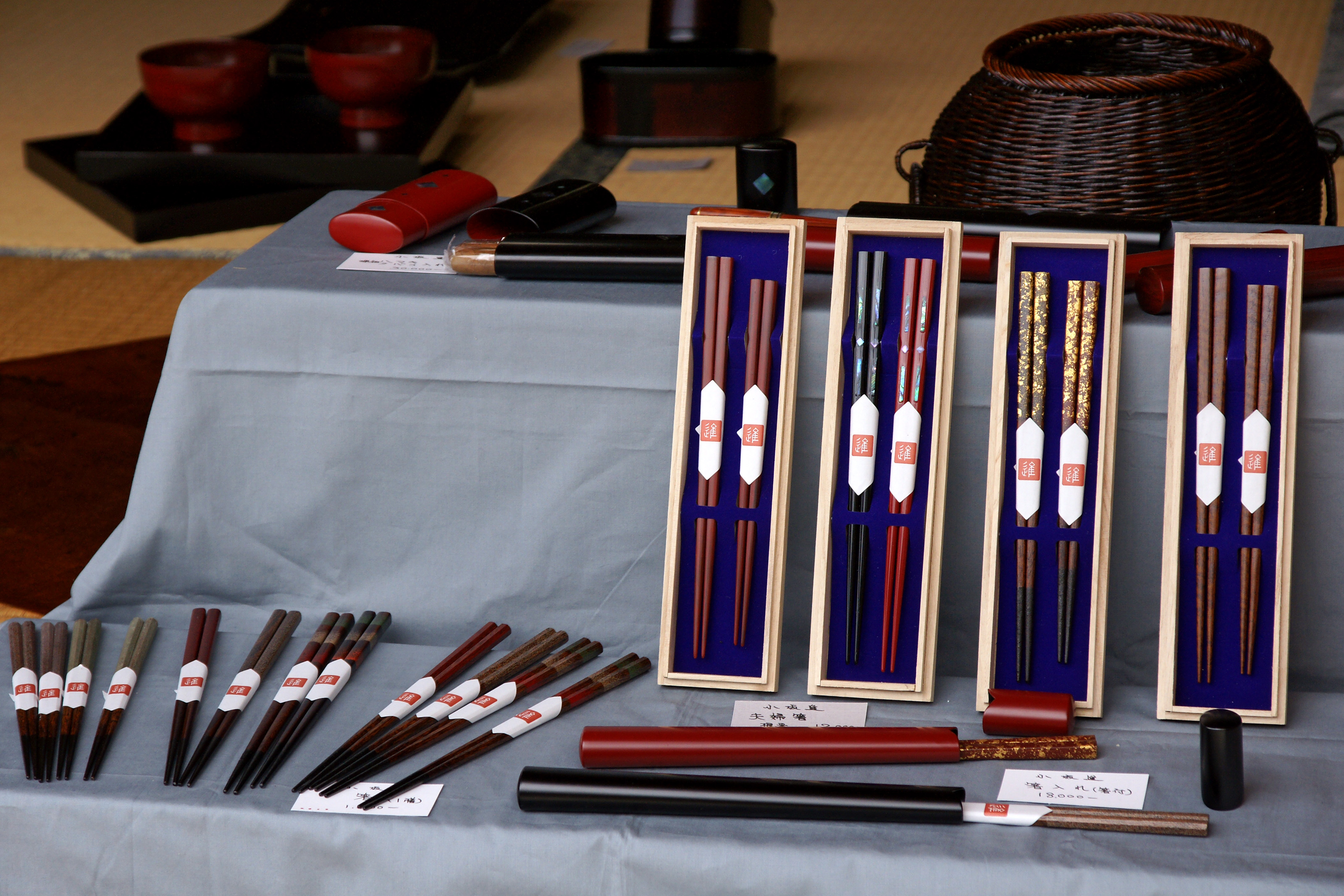
木曽漆器の箸

木肌の美しさを活かすため、木曽檜の良質材を選び、下地付けを行わないで最初から漆を摺り込み、木質部まで漆を染み込ませる堅牢な技法。
- 木地作り－丸太をみかん割したものを批包丁を用いてへぎ取り、板物や曲物に成形する[4]。
- 下地作り－竹べらの先を丸く削ったもので、合わせ目や隅に刻苧をつけ、乾燥させる[16]。
- 色付け
  - 黄春慶－批目を生かし、木肌を豆汁で目止めした上に漆を塗る[17]。
  - 紅春慶－渋下地を施す[17]。
- 摺り漆－木地に直接、精製生漆を繰り返し塗布する[16]。

### 木曽堆朱（木曽変り塗）
型置き漆の上に幾層もの色漆を塗り込み、研ぎ出しにより斑模様を表現する技法。
- 木地作り
- 下地作り－生漆に米粉、木粉を混入したもので目止めした後、地粉、錆土、漆を混ぜ合わせたものを繰り返し塗布する[4]。
- 中塗り－乾燥後、研ぎを行い、刷毛で中塗漆を塗布する[4]。
- 型置き－「たんぽ」を用い、精製蝋色漆を互い違いに型置きする[4]。
- 色漆塗り－さまざまな種類の精製彩漆を、10数回塗りこむ[4]。
- 研出し－砥石・砥炭で研ぎ続ける[4]。
- 胴擦り－布に砥粉、油、炭粉の混合物を付け、胴擦りする[4]。
- 摺漆（すりうるし）－生漆を綿に付け、摺漆を行う[4]。
- 磨き－角粉で磨いて呂色塗りに仕上げる[4]。

### 塗り分け呂色塗
異なる数種類の色漆を幾何学模様を加飾し、塗り分ける技法。
- 木地作り
- 下地作り－生漆に米粉、木粉を混入したもので目止めした後、地粉、錆土、漆を混ぜ合わせたものを繰り返し塗布する[4]。
- 中塗り－乾燥後、研ぎを行い、刷毛で中塗漆を塗布する[4]。
- 塗り分け塗り－さまざまな種類の精製彩漆で塗り分ける[4]。
- 研出し－砥石・砥炭で研ぎ続ける[4]。
- 胴擦り－布に砥粉、油、炭粉の混合物を付け、胴擦りする[4]。
- 摺漆（すりうるし）－生漆を綿に付け、摺漆を行う[4]。
- 磨き－角粉で磨いて呂色塗りに仕上げる[4]。

## 木曽高等漆芸学院
正式名は塩尻市木曽高等漆芸学院。1975年（昭和50年）4月、木曽漆器が伝統的工芸品に指定されたことを受け、木曽平沢の漆器協同組合内に開校した。
分業化した木曽漆器の生産体制を懸念し、漆芸の後継者の育成と一貫した技術の習得、また漆器産業の振興を目的とした施設である。開校当初は、漆工、蒔絵、木工、沈金の4コースであったが、現在は漆器科とデザイン科で、週2回の夜間開講を2年間受講するカリキュラムで、若干名の訓練生を定期的に募集している。